# San Carlo Canavese
San Carlo Canavese és un comune (municipi) de la ciutat metropolitana de Torí, a la regió italiana del Piemont, situat a uns 20 quilòmetres al nord-oest de Torí. A 1 de gener de 2019 la seva població era de 4.024 habitants.
San Carlo Canavese limita amb els següents municipis: Rocca Canavese, Vauda Canavese, Nole, Front, San Francesco al Campo, Cirié i San Maurizio Canavese.